# Cairo Station
Cairo Station (Arabisch: باب الحديد, Bab el hadid) is een Egyptische dramafilm uit 1958 onder regie van Youssef Chahine.

## Verhaal
De eigenaar van een krantenkiosk neemt de lamme Qinawi in dienst als krantenverkoper in het station van Caïro. Hij wordt er verliefd op een aantrekkelijke verkoopster van frisdranken.

## Rolverdeling
| Acteur            | Personage |
| ----------------- | --------- |
| Farid Shawqi      | Abu Siri  |
| Hind Rostom       | Hannuma   |
| Youssef Chahine   | Qinawi    |
| Hassan el Baroudi | Madbuli   |
| Abdel Aziz Khalil | Abu Gaber |